# Jacinto Pais Moreira de Mendonça

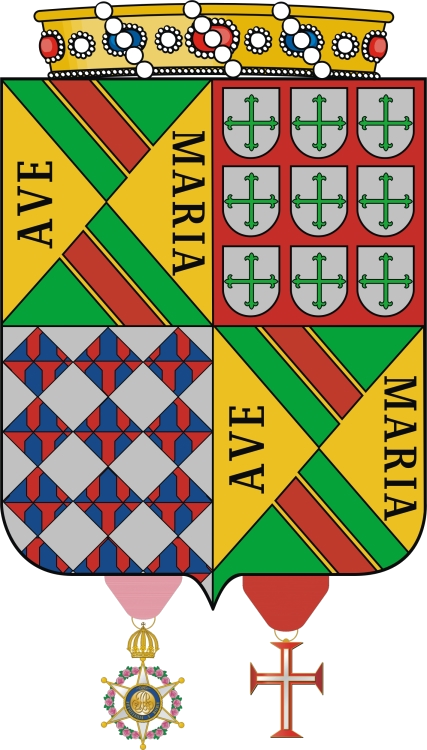
Esquartelado: I e IV - Mendonça: Mendonça: franchado: 1 e 4 - de verde, com banda de vermelho perfilada de ouro; II e III - de ouro, com o caracteres a negro AVE MARIA; II - Moreira: de vermelho, com nove escudetes de prata carregados com uma cruz florenciada de verde, postos 3, 3 e 3; III - Pais: de prata, nove lisonjas veiradas de azul e vermelho. Coroa de barão. Medalha; cavaleiro da Imperial Ordem de Cristo e oficial da Imperial Ordem da Rosa..

Jacinto Pais Moreira de Mendonça, primeiro e único barão de Murici ( Passo de Camaragibe, 19 de outubro de 1835 — Passo de Camaragibe, 14 de dezembro de 1894) foi um magistrado e político brasileiro.

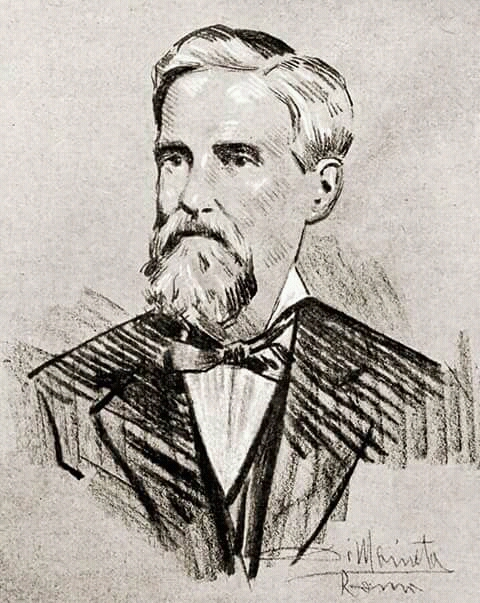
Gravura de Jacinto Paes Moreira de Mendonça, o Barão de Murici.

Casou-se quatro vezes, sucessivamente com Amélia Buarque descendente de Manuel Buarque de Jesus, Senhor do Engenho Samba, patriarca da família Buarque, de Alagoas, Júlia de Mendonça, Maria Luísa de Albuquerque Sarmento e com sua sobrinha Felicidade Perpétua Moreira de Mendonça.
Formado em Direito, foi juiz substituto em Camaragibe e deputado provincial por Alagoas na 14ª legislatura (1862-1863), Nomeado 2º vice-presidente da Província em 21 de julho de 1859, assume o governo de 18 de agosto a 1º de outubro do mesmo ano.
Era fidalgo cavaleiro da Casa Imperial, cavaleiro da Imperial Ordem de Cristo e oficial da Imperial Ordem da Rosa. Agraciado barão em 18 de setembro de 1886.